# Chrysotus incertus
Chrysotus incertus är en tvåvingeart som beskrevs av Walker 1849. Chrysotus incertus ingår i släktet Chrysotus och familjen styltflugor. Inga underarter finns listade i Catalogue of Life.